# Belemnitida
Ordre
Classification phylogénétique
- mollusques
  - solénogastres
  - caudofovéates
  - eumollusques
    - polyplacophores
    - conchifères
      - monoplacophores
      - ganglioneures
        - viscéroconques
          - gastéropodes
          - céphalopodes

        - diasomes
          - bivalves
          - scaphopodes

Belemnitida est un ordre de bélemnites (super-ordre Belemnoidea), mollusques céphalopodes dibranchiaux apparentés aux seiches actuelles.
Ces animaux nageurs aux yeux bien développés étaient sans doute carnivores. Ils ont disparu au cours de l'extinction Crétacé-Paléogène.

## Historique
L'ordre des Belemnitida est décrit en 1849 par John Edward Gray retenu par BioLib, puis en 1895 par Zittel, retenu par Paleobiology Database en 2025.

### Fossiles
Selon Paleobiology Database en 2025, cet ordre des Belemnitida a mille-trois-cent-soixante-cinq collections référencées de fossiles. Ces collections de fossiles sont du Mississippien du Carbonifère inférieur au Priabonien de l'Éocène du Paléogène, c'est-à-dire datent de 358,9 à 33,9 Ma avant notre ère.

## Classification
Selon BioLib (26 janvier 2019) :
- sous-ordre Belemnitina Gray, 1849 †
  - famille Belemnitidae Gray, 1849 †
  - famille Cylindroteuthididae Stolley, 1919 †
  - famille Hastitidae Stolley, 1919 †
  - famille Megateuthididae Sachs & Nalnjaeva, 1967 †
  - famille Oxyteuthididae Stolley, 1919 †
  - famille Passaloteuthididae Naef, 1922 †
  - famille Salpingoteuthididae Doyle, 1992 †
- sous-ordre Belemnopseina Jeletzky, 1965 †
  - famille Belemnitellidae Pavlow, 1914 †
  - famille Belemnopseidae Naef, 1922 †
  - famille Dicoelitidae Saks & Nalnyeva, 1967 †
  - famille Dimitobelidae Whitehouse, 1924 †
  - famille Duvaliidae Pavlow, 1914 †
- genre Gonioteuthis Bayle, 1878 †
- genre Suebibelus Riegraf, 1981 †

## Galerie

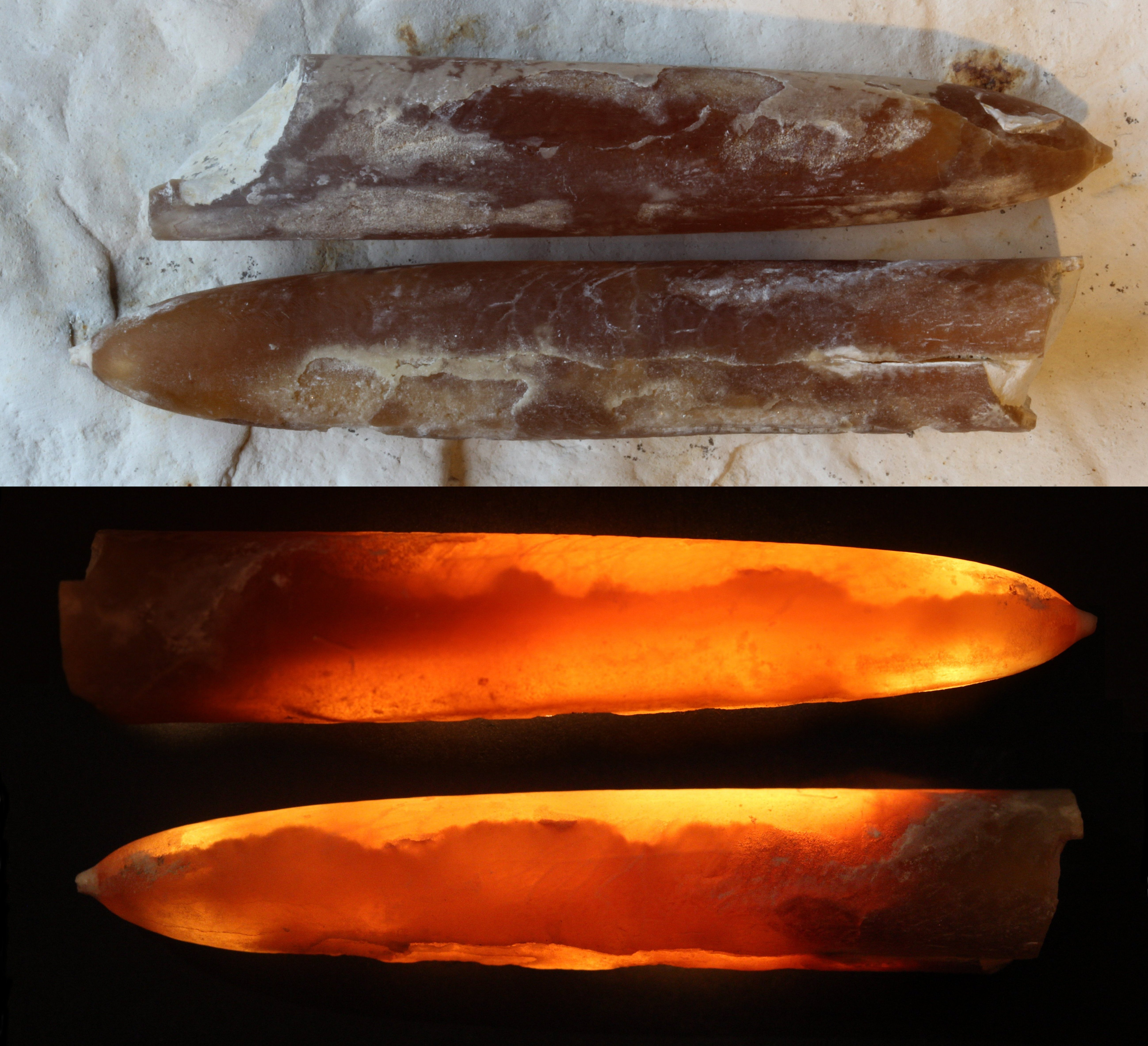
Belemnitella mucronata (Belemnitellidae)
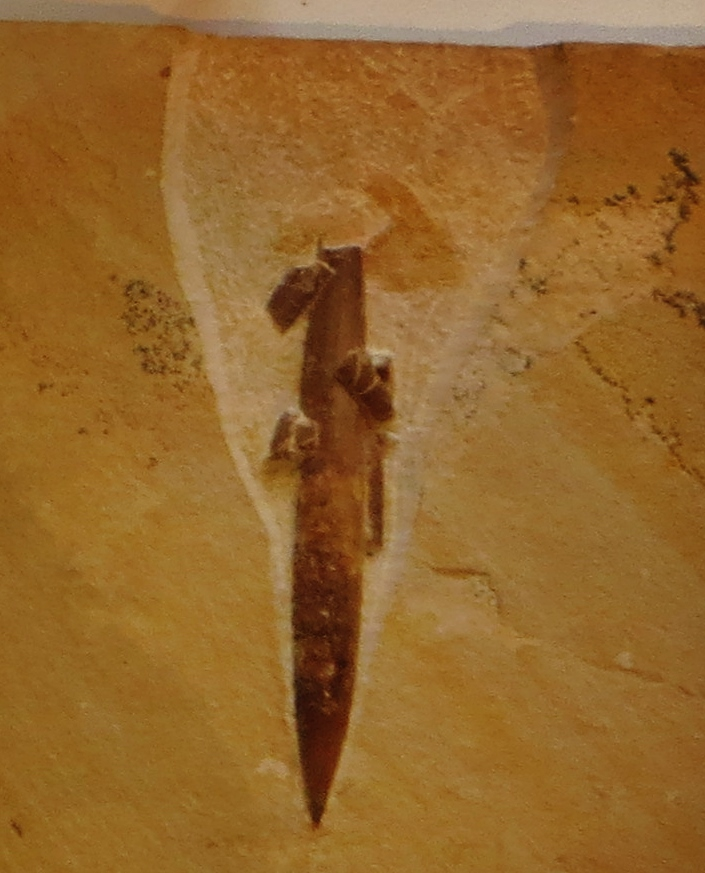
Hibolites semisulcatus (Belemnopseidae)
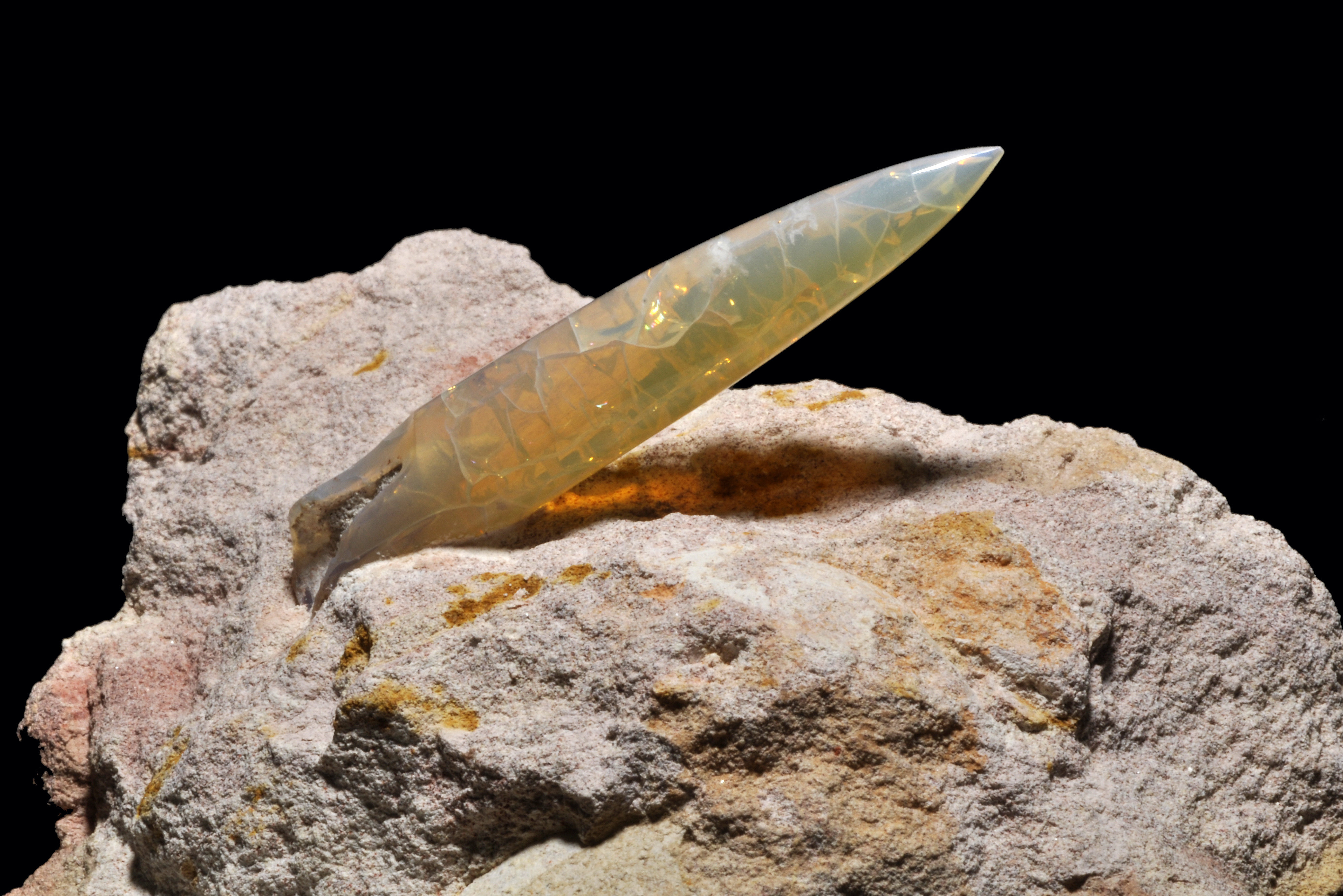
Peratobelus sp. (Dimitobelidae, opalisé)
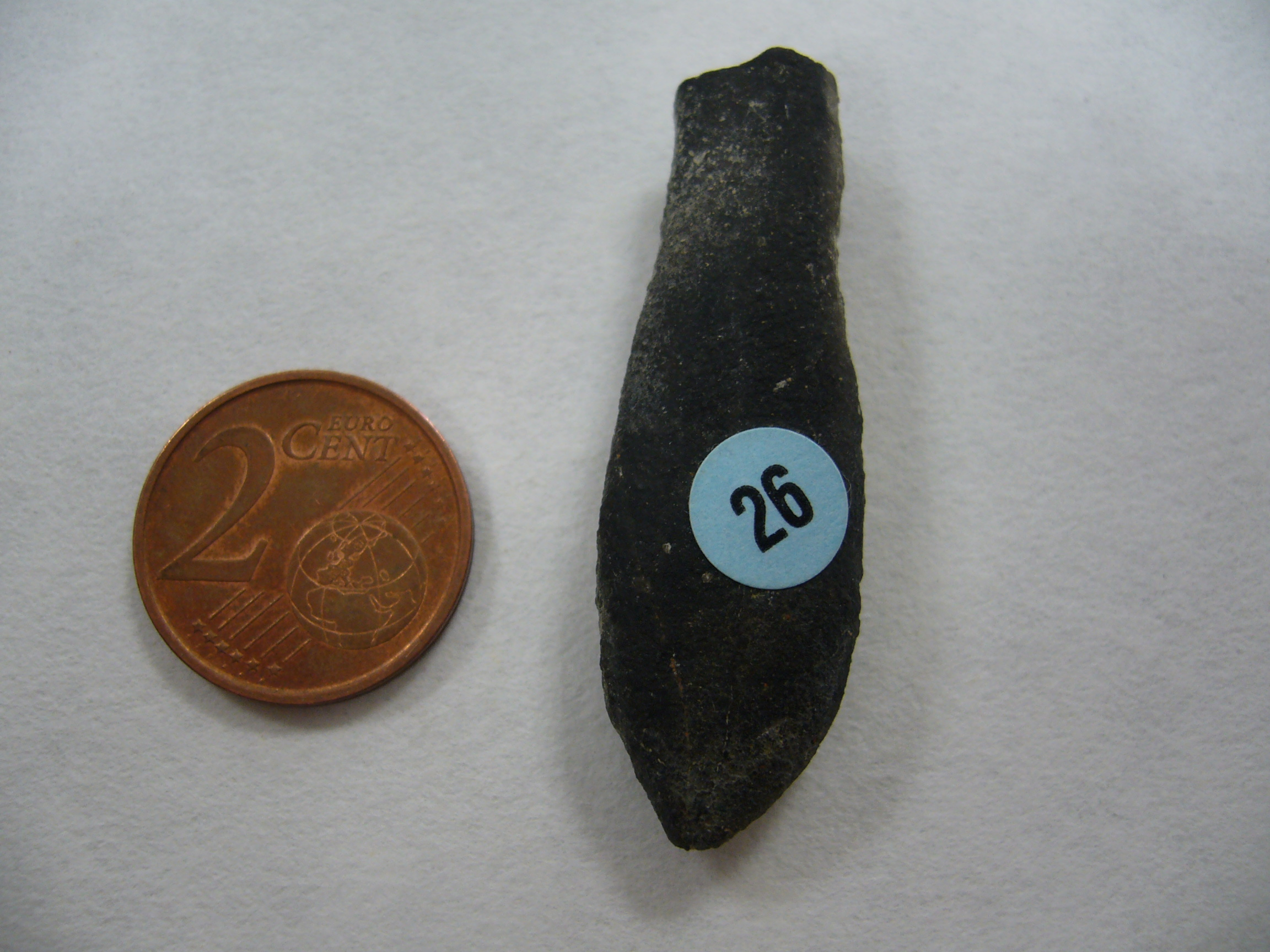
Duvalia dilattata (Duvaliidae)
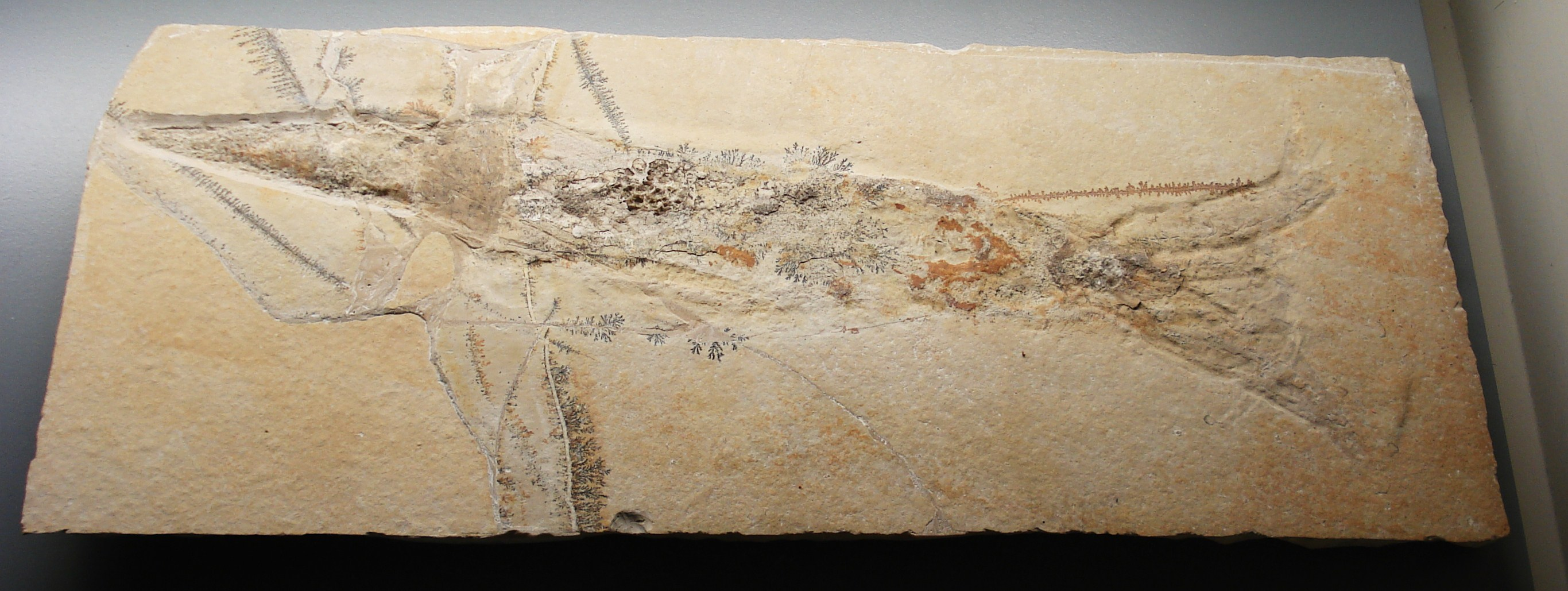
Acanthoteuthis speciosa (Belemnotheutidae)